# Kabinett Antrick
Das Kabinett Antrick bildete die Landesregierung des Freistaates Braunschweig 1922.
| Kabinett Antrick – 28. März bis 22. Mai 1922 \| Amt \| Name \| Partei \| \| ---------------------------------------------- \| ------------------- \| ------ \| \| Ministerpräsident \| Otto Antrick \| SPD \| \| Arbeit \| Gustav Steinbrecher \| SPD \| \| Inneres \| August Wesemeier \| USPD \| \| Handel, Verkehr, Domänen, Forsten und Finanzen \| Otto Antrick \| SPD \| \| Justiz \| Otto Grotewohl \| USPD \| \| Volksbildung \| Otto Grotewohl \| USPD \| |                     |        |
| Amt | Name                | Partei |
| Ministerpräsident | Otto Antrick        | SPD    |
| Arbeit | Gustav Steinbrecher | SPD    |
| Inneres | August Wesemeier    | USPD   |
| Handel, Verkehr, Domänen, Forsten und Finanzen | Otto Antrick        | SPD    |
| Justiz | Otto Grotewohl      | USPD   |
| Volksbildung | Otto Grotewohl      | USPD   |